# Гарновский, Михаил Антонович
Михаил Антонович Гарновский (Горновский, 1764—1810/17) — адъютант и доверенное лицо князя Г. А. Потёмкина, военный советник 5-го класса, управляющий имениями и наследник герцогини Кингстон в России. При Павле I и Александре I сидел в тюрьме, умер в безвестности.

## Ранние годы
Сведения о происхождении противоречивы. По одной версии, он был польский шляхтич, по другой — внук часовщика Гарнова, жившего в Москве, в Немецкой слободе, при Петре II. По свидетельству же его внучки, переводчицы Е. Н. Ахматовой, его отец был бунчуковый товарищ, владевший землей в Стародубском уезде и настолько состоятельный, что дал своим 5 сыновьям прекрасное образование: Михаил и его брат Николай учились в германском университете. 
Находясь в военной службе, он уже 19-ти лет от роду был адъютантом Г. А. Потемкина. В отсутствие князя в столице он заведовал всеми его делами: управлял домами, дачами и стеклянным заводом в Петербурге и исполнял его поручения при дворе, в разных правительственных учреждениях и у вельмож. Пользуясь таким доверием светлейшего князя, он допускался даже к самой Екатерине II.

## Наследство герцогини Кингстон
По рекомендации Потёмкина юный адъютант стал поверенным в делах (вероятно, также любовником) английской герцогини Кингстон, известной своими приключениями в Европе. Она приехала в 1777 г. в Петербург и купила земельный участок на Неве, заведование которым поручила впоследствии Гарновскому. Вероятно, герцогиня посулила сделать его своим наследником, потому что в 1787 г., когда она уехала из России, тот жаловался В. С. Попову: «Часть ожидаемого мною наследства принесена на жертву во храм Венеры какому-нибудь французскому купидону, сопернику моему».
Герцогиня, умершая за границей, завещала своему русскому другу, «в уважение его почтительной привязанности и тех постоянных и тяжелых забот, какие он оказывал в отношении её во время поездки из Петербурга во Францию», куда он был послан с нею по воле императрицы, 50 000 рублей, которые ему следовало получить в течение года со дня кончины герцогини. Когда Екатерина II признала её завещание действительным в России, Гарновский обратился к государыне с просьбой, чтобы ему отданы были дом герцогини у Измайловского моста, участок земли у Красного кабачка и земля по Неве близ Островков взамен завещанных ему денег, получить которые он не надеялся, так как наследники за границей оспаривали завещание. Его желание было исполнено.
Исполнитель завещания герцогини, кавалер Пэн, передал Гарновскому свои полномочия душеприказчика по наследству, оставшемуся в России. Молодой человек начал самовольно распоряжаться Чудлейскими мызами под Везенбергом, вывозил оттуда к себе в Петербург ценные предметы и домашний скарб и не думал исполнять завещания. Местный помещик барон Розен заявил собственные права на мызы и начал с Гарновским тяжбу, но умер, после чего дело продолжали его дочери.

## Конфликт с Державиным
Благодаря наследству герцогини Гарновский стал слыть одним из первых богачей в Петербурге. Насколько он был богат, можно судить по тому великолепному дому, который он построил на Фонтанке, рядом с домом Державина. Этот дом был выше узаконенной меры и должен был примыкать к дому Державина эрмитажем, в котором предполагалось устроить сад и фонтан. Гарновский строил свой дом в надежде, что его купит казна для кого-нибудь из великих князей или княжон. Будучи раздосадован, что сосед лишил его солнечного света, Державин жаловался в полицию и написал даже стихи «Ко второму соседу», конец которых явился как бы пророчеством дальнейшей судьбы этого дома:
Быть может, что сии чертоги,

Назначенны тобой царям,

Жестоки времена и строги

Во стойла конски обратят.
Узнав о кончине Потёмкина, Гарновский вывез к себе лучшие вещи из Таврического дворца: статуи, картины, мебель и даже строительные материалы. Когда весть об этом разнеслась по столице, наследники остановили чрез полицию расхищение имущества, перехватывая на Фонтанке нагруженные барки, как сказано у Державина:
И, ах, сокровища Тавриды

На барках свозишь в пирамиды

Средь полицейских ссор.

Дом не был, однако, достроен Гарновским и долго стоял непокрытый; после смерти Потемкина владелец просил у императрицы пособия на достройку и не раз подавал об этом прошения, что дало Державину повод написать эпиграмму: «Челобитная о достройке дома».

## Суд и нищета
По вступлении на престол императора Павла, Гарновский наряду с А. М. Грибовским подвергся преследованию, по утверждению Г. Р. Державина, за то, что не представлял отчетов в тех денежных суммах, которые он (как поверенный Потемкина) переводил в армию во время войны с турками. Павел I издал указ о том, чтобы «все имение [герцогини] оставить в казенном секвестре и дела, до оной касающиеся, где оные под рассмотрением состоят, скорее привести к концу». На основании этого указа у Гарновского были отобраны Чудлейские мызы.
Поступали всё новые жалобы на уклонение Гарновского от добросовестного и точного исполнения воли покойной. Исключенный из службы, он был арестован по высочайшему повелению от 16 июля 1797 г., отдан под суд и подвергся заключению в крепости. Дело Гарновского, производившееся в Сенате, значится оконченным 14 апреля 1798 г., причем относительно его не состоялось никакого обвинительного приговора. По освобождении из крепости он очутился в бедственном положении, дела его были расстроены, и сам он находился под надзором тайной экспедиции.
6 ноября 1797 г. Павел I повелел купить для устройства казарм дом Гарновского, состоявший в секвестре за частные долги, за 100 000 рублей (вся сумма была выплачена заимодавцам). Сначала в нем были устроены конногвардейские конюшни, а затем казармы Измайловского и лейб-Егерского полков. За неплатеж долга иностранцу Бильяру Гарновский попал в городскую тюрьму, где оставался до воцарения Александра І.
За картежную игру он был выслан из Петербурга в Тверь под надзор полиции. Впоследствии, по ходатайству тамошнего генерал-губернатора Георга Ольденбургского, он был возвращен в Петербург, но с него взята подписка, чтобы он впредь в карты не играл. Гарновский пускался в разные спекуляции, преимущественно по комиссариатской части, но уже не мог поправить своего состояния и окончил жизнь в крайней бедности. Умер он, по одному сообщению, 13 марта 1810 г., а по словам внучки — в 1817 году, через 8 лет после выхода из тюрьмы.

## Корреспонденция
Будучи доверенным лицом князя Потемкина, Гарновский очень часто писал правителю его канцелярии Вас. Степ. Попову. По характеристике M. И. Семевского, «лишь немногие из писем начинаются обращением „милостивый государь Василий Степанович“ и оканчиваются уверениями в чувствах; большая же часть написана без всяких обращений и все на больших листах синеватой бумаги, бойкой скорописью, без помарок, очевидно, тотчас после того или другого события, после разговора с государыней или с кем-либо из её приближенных, который под самым живым впечатлением дословно и передается Гарновским».
Донесения Попову (одно от 1783 г., а остальные от 1786—1790 гг.) были опубликованы в «Русской старине» 1876 г. под заглавием «Записки Гарновского». Из этого документа видно, что Гарновский был хорошо осведомлен обо всем, что происходило при дворе, и что ему были известны мнения императрицы о разных царедворцах, а также и их взаимные отношения. Наряду с политическими слухами, отзывами иностранных министров о внутренних и внешних событиях России, выдающимися происшествиями в столичном обществе, здесь попадаются сообщения о придворных обедах, ужинах, иллюминациях и спектаклях, о беседах императрицы с разными лицами и тех поручениях, которые императрица давала Гарновскому.

## Личные качества
Судя по донесениям, Гарновский был очень ловким человеком, отличался наблюдательностью и меткостью суждений. О нём довольно много говорит A. M. Тургенев в своих мемуарах, не отличающихся, впрочем, достоверностью. По его отзыву, Гарновский — «чудо своего времени: довольно будет сказать то, что он на 8 или 9 языках, кроме природного, изъяснялся… писал отлично хорошо на всех».

## Семья
Михаил Гарновский был женат на балетной танцовщице и в течение трёх лет скрывал свой брак. Жена умерла в 1809 г., оставив трёх дочерей, из коих одна была замужем за советником казённой палаты Шепелевым, а другая, Александра Михайловна, за астраханским помещиком Николаем Федоровичем Ахматовым. «В 1818 году я знал их в Астрахани; они были все три прекрасные собою, умные и примерного поведения девицы; жили при дяде их Иване Гарновском, который служил в Астрахани советником в соляной экспедиции» (А. М. Тургенев).

## Источник
- В. Корсакова. Гарновский, Михаил Антонович // Русский биографический словарь : в 25 томах / Издание Императорского Русского Исторического Общества. — М.: Типография Г. Лисснера и Д. Собко, 1914. — Т. 4: Гааг — Гербель. — С. 237—239.